# آرثر هانت
 آرثر هانت (بالإنجليزية:  Arthur Surridge Hunt)‏ كان عالماً بريطانياً في علم البرديات، اشتهر بسبب اكتشافه مع برنارد غرينفل الآلاف من البرديات في مدينة أوكسيرينخوس بمصر. لقد كانت 10% فقط من البرديات المكتشفة برديات عن روائع الأدب الإغريقي القديم أما الباقي فيُعَد من ضمن مستندات عامة وخاصة: رموز، مراسيم، مراسلات رسمية، تعداد، ضرائب مقررة، التماسات، سجلات محكمة، مبيعات، عقد إيجار، وصايا، فواتير، حسابات، قوائم جرد، خرائط أبراج، ورسائل خاصة.